# Cathy Berberian
Cathy Berberian, all'anagrafe Catherine Anahid Berberian (Attleboro, 4 luglio 1925 – Roma, 6 marzo 1983), è stata un mezzosoprano, compositrice e traduttrice statunitense, figlia di emigranti armeni.

## Biografia
Nel 1949 Cathy Berberian andò a studiare presso il Conservatorio G. Verdi di Milano. Cathy Berberian fu una figura di spicco della musica contemporanea a cavallo fra gli anni sessanta e settanta, insignita di prestigiosi premi, quali il Grammy Award nel 1972, 1973 e 1974 e il Grand Prix du Disque. Dal 1950 al 1964 è stata sposata con il compositore italiano Luciano Berio.
Si può considerare come la più popolare interprete delle opere vocali dell'avanguardia della seconda metà del Novecento, essendosi anche sempre impegnata affinché cadessero i pregiudizi dell'élite della musica classica nei confronti di quella popolare, comunicando al mondo la propria completa libertà artistica.
Ha collaborato per alcuni anni con il complesso musicale Gruppo Musica Insieme di Cremona, diretto dal Maestro Giorgio Bernasconi, con il quale ha eseguito concerti di musica antica e contemporanea in tutto il mondo.
Ha cantato nelle sale da concerto e nei teatri più importanti del mondo; in particolare opere di Monteverdi e opere di musica contemporanea, di tutti i compositori più importanti della nostra epoca, tra i quali
Bruno Maderna, Luciano Berio, Luigi Nono, Luigi Dallapiccola, William Turner Walton, John Cage, Kurt Weill, Goffredo Petrassi, Sylvano Bussotti.
Berberian è stata una interprete stupefacente, poliglotta, fascinosa; riusciva a cantare, nella stessa sera, in cinque lingue diverse. 
Memorabile il suo Concerto a Milano, intitolato Da Monteverdi ai Beatles, che, nei primi anni Settanta, fu una vera rivoluzione musicale.
È stata anche traduttrice e ha collaborato alla traduzione in italiano di lavori di Jules Feiffer e Woody Allen.
Nel 1963 canta nella prima esecuzione assoluta, al Teatro La Fenice di Venezia, di Esposizione di Luciano Berio.
Nel 1964 canta nella prima esecuzione, alla Philharmonic Hall di New York, di Elegy for J.F.K. di Igor Stravinsky.
Nello stesso anno canta nella première, al Teatro La Fenice di Venezia, di Hyperion di Bruno Maderna.
Nel 1965 è Justine/O/Juliette nella première parziale, al Teatro Biondo di Palermo, di La passion selon Sade di Sylvano Bussotti.
Nello stesso anno canta nella prima esecuzione assoluta del Teatro La Fenice di Venezia di Deux pièces de chair di Sylvano Bussotti.
Nel 1966 canta nella prima esecuzione assoluta, al Teatro La Fenice, di Quintetto in quattro parti di Francesco Pennisi. Nello stesso anno ha pubblicato La nuova vocalità nell'opera contemporanea e ha composto il suo primo lavoro: Stripsody per voce sola.
Nel 1967 tiene un concerto al Teatro La Fenice, all'interno della rassegna XXX Festival Internazionale di Musica Contemporanea.
Nel 1969 compone Morsica(t)hy per pianoforte.
Nel 1971 canta nella prima esecuzione assoluta, al Palazzo Darius di Chiraz-Persepoli (Iran), di Ausstrahlung di Bruno Maderna.
Nel 1972 è la narratrice del balletto Laborintus al Covent Garden Royal Opera House di Londra. Nello stesso anno canta nella prima esecuzione assoluta in Italia del Recital I (For Cathy) di Luciano Berio, al Teatro di Palazzo Grassi a Venezia, nel quadro del XXXV Festival Internazionale di Musica Contemporanea del Teatro La Feniced in TV (programma Nazionale) a "C'è musica & musica" di Luciano Berio.
Nel 1973 è protagonista di Recital I (For Cathy) di Luciano Berio alla Piccola Scala di Milano.
Nel 1978 canta i Folk Songs nel concerto Berio dirige Berio al Teatro La Fenice.
Nel 1980 canta in un concerto di musica contemporanea di Luciano Berio alla Piccola Scala di Milano.
Nel 1983 muore per infarto a 57 anni, il giorno prima di una esibizione. Dopo la cremazione le ceneri vengono poste in un loculo presso il Cimitero Maggiore di Milano.
Nel 1995 è la voce registrata in Sequenza nel Balletto di Luciana Savignano, con musiche di Luciano Berio, al Teatro alla Scala.

## Opere
Luciano Berio, suo marito per 14 anni, compose per lei e con lei diversi lavori. Tra questi, Thema Omaggio a Joyce, nel 1958; Visage e Circles nel 1960, Recital I for Cathy nel 1972. Oltre a Berio, scrissero espressamente per la sua voce compositori quali Sylvano Bussotti, John Cage, Hans Werner Henze e Igor Stravinskij.
Interpretò la voce dell'avanguardia novecentesca con splendide rappresentazioni come: Folk songs, Beatles Arias uscito in Italia nel 2005, e sue proprie composizioni. La sua più nota composizione è Stripsody del 1966, lo stesso anno della Sequenza III di Berio, in cui fa brillare le sue doti vocali usando i suoni onomatopeici dei fumetti. Fu però anche apprezzata interprete di musica antica (in particolare musiche di Monteverdi), che affrontò con il massimo rigore. 
Come attrice, appare nella parte in bianco e nero del film underground del 1964 Rara Film di Sylvano Bussotti, regista e compositore che fu anche suo grande amico e le cui musiche sceniche interpretò in tutto il mondo con grande successo.

## Discografia
- The fairy Queen Suite  di Henry Purcell, orchestra diretta da Bruno Maderna  (Angelicum, 1956)
- Thema (Omaggio a Joyce) di Luciano Berio (Turnabout, 1958)
- Allez hop, comprende le canzoni Ora Mi Alzo e  Autostrada con musica di Luciano Berio e testo di Italo Calvino, orchestra diretta da Bruno Maderna (Philips, 1960),
- Circles (Berio), Frammento (Bussotti), Aria with fontana mix (Cage)  (Time, 1961)
- Luciano Berio. Sequenza III. Visage (Candide, 1965)
- Rounds with voice di Luciano Berio, pubblicato nell'Lp Das Moderne Cembalo Der Antoinette Vischer (Wergo, 1965)
- Elegy for J.F.K. registrato nel dicembre 1964 e pubblicato in Recent Stravinsky-Conducted by the Composer (CBS Columbia, 1967)
- Beatles Arias (Philips, 1967) pubblicato in Francia e in Inghilterra (Polydor, 1967) con lo stesso titolo. Pubblicato in USA col titolo Revolution (Fontana Philips, 1967) e in Germania con il titolo Beatles arias for special fans (Philips, 1967)
- Roman Haubenstock-Ramati. Credential or think, think lucky (Wergo, 1967)
- Henri Pousseur-Michel Butor. Jeu de Miroirs de Votre Faust (Wergo, 1968)
- Claudio Monteverdi. L'Orfeo, nei ruoli di Messaggera e Speranza. Concertus musicus Wien diretti da Nikolaus Harnoncourt  (Telefunken, 1969)
- Stravinsky Songs. Contiene "Trois Petites Chansons", "Pribautki", "Berceuses du chat", "Three songs from William Shakespeare" (CBS Columbia 1970)
- The music of Komitas cofanetto con due LP prodotto per celebrare il centenario dalla nascita di Komitas Vartapet contenente i brani Chem  Grna  Khagha e  Karoun  A  (KCC, 1970)
- Luciano Berio conducts his Epifanie and Folk Songs. BBC Symphony Orchestra-The Juilliard Ensemble (RCA, 1971)
- magnifiCathy: the many voices of Cathy Berberian (Wergo 1971)
- Recital I (for Cathy) (RCA, 1973)
- Cathy Berberian at the Edinburgh Festival (RCA, 1974) pubblicato in USA col titolo There are faires at the bottom of our garden (RCA, 1974)
- Claudio Monteverdi. L'incoronazione di Poppea, nel ruolo di Ottavia. Concentus musicus Wien diretti da Nikolaus Harnoncourt (Telefunken, 1974)
- Claudio Monteverdi. Lettera Amorosa-Lamento d'Arianna-Orfeo-Poppea (Telefunken, 1975)
- Wie einst in schöner'n Tagen-Salonmusik der Grunderzeit (EMI, 1976)
- William Walton. Façade and Façade 2 (OUP, 1980)
- Cathy Berberian's Second Hand Songs,  registrato dal vivo il 17 e 18 ottobre 1980 al Theater Am Turm di Francoforte, Germania. (TAT, 1981)
- La vita è un romanzo, colonna sonora originale del film di Alan Resnais dove  Berberian ha una piccola parte e canta il brano "Air de la nourrice". Il film uscì un mese dopo la sua morte. (Trema VT, 1983)
- A la recherche de la musique perdue (RNE - Radio Nacional de Espana, APR 002, 1986)
- Pop Art (Ermitage, 2017)

### Discografia su CD
- magnifiCathy: the many voices of Cathy Berberian (Wergo, 1988 ristampato nel 2005))
- Ella Fitzgerald/Elisabeth Schwarzkopf/Cathy Berberian (Stradivarius, 1988) contiene Bruno Maderna Hyperion oltre a registrazioni dal vivo dal Festival di Musica Contemporanea di Venezia.
- Cathy Berberian interpreta Berio, Pousseur, Cage (Stradivarius, 1989). Contiene registrazioni dal vivo degli anni 1966, 1967, 1969.
- Luciano Berio: Passaggio/Visage (BMG Ricordi, 1991) contiene Visage per voce e nastro magnetico.
- Claudio Monteverdi. L'Orfeo (Teldec 1992)
- Claudio Monteverdi. L'incoronazione di Poppea (Teldec 1993)
- Nel labirinto della voce (Ermitage, 1993, Aura, 2002, Symphonia 2016)
- The Unforgettable Cathy Berberian (CO, 1993)
- Bruno Maderna. Musica elettronica (Stradivarius, 1994) contiene Dimensioni II (Invenzioni su una voce).
- Berio: Recital I for Cathy/Folk Songs (BMG Classic, 1995)
- Cathy Berberian sings Monteverdi (Teldec 1995)
- Hommage à Cathy Berberian (Accord, 1997)
- Beatles Arias (Telescopic, 2005)
- Berio Sequenza III/Chamber Music (Lilith, 2006).
- Wie einst in schöner'n Tagen (Electrola Collection EMI Classic 2013)
- Folk songs of the world—Volkslieder aus aller Welt (SWR Music 2016)

### DVD
- C'è musica e musica. Box di 2 DVD (Feltrinelli) contenente 12 puntate trasmesse dalla RAI nel 1972 e pubblicate su DVD nel 2013. La puntata numero 5, intitolata Mille e una voce, è interamente dedicata a Berberian.